# Darrem Charles
 (juillet 2013).
Si vous disposez d'ouvrages ou d'articles de référence ou si vous connaissez des sites web de qualité traitant du thème abordé ici, merci de compléter l'article en donnant les références utiles à sa vérifiabilité et en les liant à la section « Notes et références ».
Darrem Charles, né le 22 juillet 1969 à Arouca (Trinité-et-Tobago), est un bodybuilder américain.

## Biographie
La première compétition de Darrem Charles se déroule en 1989 quand il participe aux Championnats du Monde IFBB amateur, où il se classe 5e dans la catégorie des lourds légers. Charles participe en 1992 à la Nuit des Champions IFBB, où il se classe 11e.
Il réside actuellement à Boca Raton, en Floride, où il travaille dans le centre de remise en forme Busybody sur Glades Road. Charles apparaît dans le volume 5 de la série de DVD 'Les Titans' et promet beaucoup plus de DVD, the Darrem Charles.

## Profil
- Taille : 1,75 m
- Poids : 106 kg
- Biceps : 55,9 cm